# 2016年リオデジャネイロオリンピックのカタール選手団
2016年リオデジャネイロオリンピックのカタール選手団（2016ねんリオデジャネイロオリンピックのカタールせんしゅだん）は、2016年8月5日から8月21日にかけてブラジルのリオデジャネイロで開催された2016年リオデジャネイロオリンピックのカタール選手団、およびその競技結果。

## 概要
今大会は銀メダル1個を獲得した。
陸上男子走り高跳びでムタズ・エサ・バルシムが2012年ロンドンオリンピックの銅メダルに続き、2大会連続となる銀メダルを獲得した。

## 選手団
- 人員: 選手 38人
- 開会式旗手: シェイク・アリ・アル＝サーニー

## メダル獲得者
| メダル | 名前                   | 競技 | 種目           | 日付（現地） |
| ------ | ---------------------- | ---- | -------------- | ------------ |
| 銀     | ムタズ・エサ・バルシム | 陸上 | 男子走り高跳び | 8月16日      |

## 種目別選手・スタッフ名簿及び成績

### 陸上競技
- フェミ・オグノデ
  - （男子100m）10秒28 予選敗退
  - （男子200m）20秒36 予選敗退
- アブバケール・ハイダル・アブダラ（男子800m）1分47秒81 予選敗退
- ムサエブ・アブドゥラーマン・バーラ（男子800m）棄権 予選敗退
- アブダレラ・ハルーン（男子800m）46秒66 予選敗退
- ムタズ・エサ・バルシム（男子走り高跳び）2.36m  銀メダル
- アシュラフ・アムガド・エル＝セフィー（男子ハンマー投げ）75.46m 5位
- アフメド・バデル・マゴール（男子やり投げ）77.19m 予選敗退
- ダラル・メスフェル・アル＝ハリス（女子400m）1分07秒12 予選敗退

### ボクシング
- ハカン・エルセケル（男子ライト級）1回戦敗退
- トゥラシ・タルマリンガム（男子ライトウェルター級）1回戦敗退

### 馬術
- ハマド・アル＝アティーヤ（個人）途中棄権 予選敗退
- アリ・アル＝ルマイヒ（個人）16位
- シェイク・アリ・アル＝サーニー（個人）6位
- バッセム・ハッサン・モハメド（個人）28位
- 団体 9位
ハマド・アル＝アティーヤ、アリ・アル＝ルマイヒ、シェイク・アリ・アル＝サーニー、バッセム・ハッサン・モハメド

### ハンドボール
- 男子 準々決勝敗退
  - ザルコ・マルコビッチ
  - ハッサン・マブルーク
  - ベルトラン・エフ＝オイニー
  - ラファエル・カポーテ
  - アブドゥルラザク・ムラード
  - ダニエル・サリッチ
  - エルダル・メミシェビッチ
  - バセル・アル＝レイエス
  - ナスレッディン・マクディッチ
  - ゴーラン・ストヤノビッチ
  - ボルハ・ビダル
  - カマラルディン・マラーシュ
  - アブデルラフマン・アブダラ
  - アミーン・ザッカー

### 柔道
- モラッド・ゼムーリ（男子73kg級）2回戦敗退

### 射撃
- ナサール・アルアティヤ（男子スキート）111 予選敗退
- ラーシド・ハマド（男子スキート）109 予選敗退

### 競泳
- ノア・アル＝クライフィ（男子100m背泳ぎ）1分07秒47 予選敗退
- ナダ・アラクジ（女子100mバタフライ）1分18秒86 予選敗退

### 卓球
- 李平（男子シングルス）3回戦敗退

### ビーチバレー
- ジェファーソン・ペレイラ、シェリフ・ユナース（男子）1回戦敗退

### ウエイトリフティング
- ファレス・イブラヒム（男子85kg級）361、8位